# Estación La Estrella (Metro de Medellín)
La estación La Estrella es la vigesimoprimera y la última estación de la línea A del Metro de Medellín de norte a sur, y la más meridional del Valle de Aburrá. Fue inaugurada el 17 de septiembre de 2012 en un acto que dio inicio a las operaciones comerciales de la extensión al sur del sistema, al que asistieron los entonces presidente de Colombia, Juan Manuel Santos; gobernador de Antioquia, Sergio Fajardo y alcalde de Medellín, Aníbal Gaviria.
Esta estación fue diseñada como parte del macroproyecto Centralidad Sur del Área Metropolitana del Valle de Aburrá para satisfacer las necesidades de los habitantes del sur del Valle de Aburrá. Actualmente, es la única estación semisubterránea del sistema, y por el momento es la estación inicial y final del sur de la línea A, además de ser una de las dos más modernas del sistema, junto con la de Sabaneta, lo que le da una apariencia distinta al del resto de las estaciones.
Se encuentra ubicada a un lado de la Avenida Regional y adyacente al puente de la Calle 77 Sur, muy cerca de donde termina la Avenida Las Vegas al sur. En su costado occidental se localiza un pequeño paradero de autobuses con destinos principalmente al municipio de La Estrella, que, contariamente a su nombre, queda más cerca del centro de Sabaneta que del de La Estrella.

## Diagrama de la estación
|       |                                                                        |     |
|       | Plataforma lateral, las puertas se abren a la derecha                  |     |
| Norte | ← hacia Sabaneta (Estación Niquía)                                     | Sur |
|       | Plataforma central, las puertas se abren a la derecha y a la izquierda |     |
| Norte | → Terminal                                                             | Sur |
|       | Plataforma lateral, las puertas se abren a la derecha                  |     |
| Norte | Vía de servicio                                                        | Sur |
|       |                                                                        |     |

## Horario
| Horarios de estación                  | Lunes a viernes | Sábado | Domingo y festivos |
| ------------------------------------- | --------------- | ------ | ------------------ |
| Primer tren con dirección Niquía      | 04:30           | 04:30  | 05:00              |
| Primer tren con dirección La Estrella | —               | —      | —                  |
| Último tren con dirección Niquía      | 22:44           | 22:44  | 22:01              |
| Último tren con dirección La Estrella | —               | —      | —                  |

## Rutas integradas
| RUTA        | NOMBRE                                          | DESTINO |
| ----------- | ----------------------------------------------- | ------- |
| 7420        | Cañaveralejo                                    |         |
| 7421        | Pan de Azúcar                                   |         |
| 9420        | Caldas Estrella La 50                           |         |
| 9420        | Caldas - La Miel - La Variante                  |         |
| 9420        | Caldas - La Tablaza - La Variante               |         |
| 9422        | Caldas - Los Lagos - La 50                      |         |
| 318i        | Prado - La Estrella                             |         |
| Estrella 3  | Estrella ruta 3 - Comfama Metro                 |         |
| Estrella 5  | Estrella ruta 5 - Comfama Metro                 |         |
| Estrella 7A | Estrella ruta 7E - Ferreria Metro - La Estrella |         |
| —           | Pueblo Viejo - Metro                            |         |
| —           | San José                                        |         |

## Zona de interés
- La Centralidad Sur